# آکاسیای مایدنی
آکاسیا مایدنی (نام علمی: Acacia maidenii) نام یک گونه از سرده آکاسیا است.